# Thomas-Mann-Gymnasium Stutensee
Das Thomas-Mann-Gymnasium Stutensee ist Teil des Schulzentrums der großen Kreisstadt Stutensee, nördlich von Karlsruhe in Baden-Württemberg.
Zusammen mit der Erich-Kästner-Realschule bildet das Gymnasium einen zweistöckigen Komplex mit einem Neubau. Verwaltung und Personal der beiden Schulen sind getrennt. Nur Pausenhof und Aufenthaltsbereich werden gemeinsam genutzt. Im Zusammenhang mit der Umstellung des mathematisch-naturwissenschaftlichen & neusprachlichen Thomas-Mann-Gymnasiums ab dem Schuljahr 2006/2007 zum naturwissenschaftlich-technologischen bzw. sprachlichen Gymnasium wurde 2006 eine Mensa vor der Schule errichtet.

## Geschichte
Bei einer gemeinsamen Überlegung der im Jahr 1966 zum Zeitpunkt der Diskussion noch unabhängigen Gemeinden Friedrichstal, Blankenloch und Spöck (heute zugehörig zur Kreisstadt Stutensee) wurde beschlossen, zwei Gymnasien und eine Realschule zu bauen, wofür auch zeitweilig die Gemeinde Weingarten (Baden) in Frage kam. Kultusminister Hahn erklärte im Oktober 1966 jedoch Blankenloch zum beabsichtigten und – nach einer Besichtigung des Grundstückes durch seine Vertreter und der Zustimmung der Gemeinden und des Oberschulamtes – auch zum beschlossenen Bauort, da Blankenloch als größte der drei Ortschaften die meisten Schulgänger zu verzeichnen hätte. Am 14. Juli 1970 wurde bestätigt, dass man sich zwei Tage zuvor geeinigt hatte.
In einem Erlass am 29. Juni 1973 entsprach das Kultusministerium der Einrichtung eines Gymnasiums und einer Realschule. Bereits im Schuljahr 1973/74 begann zunächst im Gebäude der Pestalozzi Grund- und Hauptschule der Unterricht der Erich-Kästner-Realschule und ein Jahr später, im August 1974, im Thomas-Mann-Gymnasium, das im selben Gebäude untergebracht wurde.
Während der provisorischen Unterbringung einigte man sich mit dem Architekten Hartloff über die bauliche Planung, die in drei Schritten realisiert werden sollte. Infolge rückläufiger Konjunktur und sinkender Geburtenraten wurde das ursprünglich großzügigere Planungskonzept stark verändert und schließlich nach einem ausgeschriebenen Wettbewerb die Bauausführung dem Brettel-Architekten-Collectiv aus Karlsruhe übertragen.
Am 5. Juli 1976 wurde mit dem Rohbau des Bildungszentrums begonnen, und bereits dreizehn Monate später war der erste Bauabschnitt fertig. Der offizielle Schulbetrieb des Thomas-Mann-Gymnasiums begann zum Schuljahr 1977/78 mit 412 Schülern und Schülerinnen in den jeweils dreizügigen Klassen 5 bis 8. Das Bildungszentrum Stutensee wurde im September desselben Jahres eingeweiht.
In der kurzen Bauzeit von etwas mehr als einem Jahr wurde ein neuer Bauabschnitt fertiggestellt, und nachdem das Kultusministerium der Erweiterung des Gymnasiums um die Oberstufe zugestimmt hatte, war das letzte Hindernis aus dem Weg geräumt. Der Einzug in die neuen Räume des Bildungszentrums fand am 6. September 1979 statt, Tag der Einweihung war der 23. November 1979.

## Bekannte Abgänger
- Daniel Caspary, CDU-Politiker, seit 2004 Mitglied des Europäischen Parlaments
- Lutz Fischer, Schweizer Politiker (EVP), seit 2019 Mitglied des Grossen Rats des Kantons Aargau (Kantonsparlament)
- Peter Friedrich, SPD-Politiker, von 2005 bis 2011 Mitglied des Deutschen Bundestages und von 2011 bis 2016 baden-württembergischer Minister für Bundesrat, Europa und Internationale Angelegenheiten
- Luisa Niemesch, Ringerin
- René Repasi, Rechtswissenschaftler und SPD-Politiker, seit 2022 Mitglied des Europäischen Parlaments

## Besonderheiten
- Als eine von wenigen Schulen in Deutschland betreibt das Thomas-Mann-Gymnasium eine Modelleisenbahn-Arbeitsgemeinschaft. Die AG ist zudem nicht nur in der Schule aktiv, sondern stellt sich beispielsweise jährlich auf der Modellbaumesse in Sinsheim vor. 2004 übernahm sie die Leitung eines Wettbewerbs auf einer großen Modellbahnausstellung in Köln, baute aus Teilanlagen von Wettbewerbsteilnehmern eine große Anlage zusammen und kümmerte sich drei Tage lang um den reibungslosen Betrieb.
- Das TMG Stutensee nahm am von der Europäischen Kommission finanzierten und unterstützten Comenius-Projekt teil.
- Das TMG Stutensee besitzt zwei Schulhunde.[3]
- Das TMG hat eine Sternwarte.[4]